# Club Natació Atlètic Barceloneta
Il Club Natació Atlètic Barceloneta è un circolo spagnolo che si interessa di sport acquatici, più precisamente nuoto e pallanuoto, con sede a Barcellona.

## Storia
Nacque in seguito alla fusione di due precedenti club, il Club Natació Atlètic (fondato nel 1913) e il Barceloneta Amateur Club (fondato nel 1929) ed è affiliato alla Federazione Catalana di Nuoto (Federació Catalana de Natació).
È stata la prima squadra ad interrompere l'incredibile serie di scudetti consecutivi del Barcelona, durata dal 1925, anno di fondazione del campionato spagnolo, al 1969. Nel 2000 è stata finalista in Coppa delle Coppe, mentre nel 2014 si è laureata per la prima volta campione d'Europa.

## Palmarès

### Trofei nazionali
- Campionato spagnolo: 25

1970, 1973, 1974, 2001, 2003, 2006, 2007, 2008, 2009, 2010, 2011, 2012, 2013, 2014, 2015, 2016, 2017, 2018, 2019, 2020, 2021, 2022, 2023, 2024, 2025
- Copa del Rey: 21 (record)

2000, 2001, 2004, 2006, 2007, 2008, 2009, 2010, 2013, 2014, 2015, 2016, 2017, 2018, 2019, 2020, 2021, 2022, 2023, 2024, 2025
- Supercopa de España: 19 (record)

2001, 2003, 2004, 2006, 2007, 2008, 2009, 2010, 2011, 2013, 2015, 2016, 2017, 2018, 2019, 2021, 2022, 2023, 2024

### Trofei internazionali
- LEN Champions League: 1

2013-14
- Supercoppa LEN: 1

2014

## Rosa 2025-2026
| N° |                     | Ruolo | Giocatore         |
| -- | ------------------- | ----- | ----------------- |
|    | Spagna (bandiera)   | P     | Unai Aguirre      |
|    | Spagna (bandiera)   | CV    | Alberto Munárriz  |
|    | Spagna (bandiera)   |       | Bernat Sanahuja   |
|    | Ungheria (bandiera) | A     | Gergely Burian    |
|    | Spagna (bandiera)   |       | Marc Valls        |
|    | Ungheria (bandiera) | A     | Vince Pal Vigvari |
|    | Spagna (bandiera)   | CB    | Roger Tahull      |
|    | Brasile (bandiera)  | A     | Felipe Perrone    |
|    | Spagna (bandiera)   |       | Unai Biel         |

| N° |                      | Ruolo | Giocatore           |
| -- | -------------------- | ----- | ------------------- |
|    | Spagna (bandiera)    | D     | Alejandro Bustos    |
|    | Australia (bandiera) | P     | Nicholas Jon Porter |
|    | Spagna (bandiera)    |       | Unai Lema Llapur    |
|    | Spagna (bandiera)    |       | Tomas Perrone       |
|    | Spagna (bandiera)    |       | Biel Gomila         |
|    | Spagna (bandiera)    |       | Bruno Delmas        |
|    | Spagna (bandiera)    |       | Daniel Merida       |
|    | Italia (bandiera)    |       | Gonzalo Echenique   |
|    | Spagna (bandiera)    |       | Jose Bustos         |